# Munduruku-Seidenäffchen
Das Munduruku-Seidenäffchen (Mico munduruku) ist eine kleine Seidenaffenart, die im südöstlichen Amazonasbecken südlich der Mündung des Rio Jamanxim in den Rio Tapajós vorkommt. Die Art wurde erst Mitte 2019 beschrieben und zu Ehren der indigenen Munduruku benannt, die am oberen Rio Tapajós leben.

## Merkmale
Die für die Erstbeschreibung untersuchten Exemplare hatten Kopfrumpflängen von 18 bis 27,6 cm, einen 27,7 bis 33 cm langen Schwanz und waren 250 bis 435 g schwer. Die Ohren sind 2,27 bis 2,9 cm lang und die Hinterfüße haben eine Länge von 6,15 bis 7 cm. Die Tiere sind vorwiegend weiß gefärbt und haben als einzige Seidenaffenart einen weißen Schwanz. Auch die Schultern, Brust, Bauch, Füße, Arme und Hände sind weiß. Der Rücken, die Außenseiten der Beine und die Ellbogen sind beige oder gelblich. Der unbehaarte Bereich des Gesichts ist fleischfarben, der unmittelbare Bereich um die Nasenlöcher ist weiß. Die Ohren sind mit kurzen weißen Haaren bedeckt, die Innenseiten der Ohren sind fleischfarben. Alle Finger und Zehen enden in gebogenen Krallen, mit Ausnahme des großen Zehs, der einen flachen Nagel trägt.
Das Munduruku-Seidenäffchen ist die Schwesterart einer Klade, die aus dem Silberäffchen (Mico argentatus), dem Braunen Seidenäffchen (Mico emiliae) und dem Weißen Seidenäffchen (Mico leucippe) besteht. Im Unterschied zu M. munduruku hat das Weiße Seidenäffchen ein cremefarbenes Fell, gelbliche Hände und Füße und einen gelblichen Schwanz. Das Braune Seidenäffchen ist graubraun gefärbt und Hände, Füße und Schwanz sind schwarz. Das Silberäffchen (Mico argentatus) ist silbrigweiß gefärbt und hat dunkelgraue Hände und Füße, sowie einen dunkelbraunen bis schwarzen Schwanz.

## Lebensraum
Das Verbreitungsgebiet des Munduruku-Seidenäffchens liegt im Südwesten des brasilianischen Bundesstaats Pará und wird im Osten von Rio Novo und dem Unterlauf des Rio Jamanxim, im Nordwesten vom Rio Tapajós und im Südwesten vom Rio Cururu umschlossen. Es ist etwa 55.000 km² groß und besteht aus primären Tieflandregenwäldern und sekundären Terra-Firme-Wäldern. Die Terra typica liegt auf dem Gebiet der Gemeinde Itaituba. Der Lebensraum von Mico munduruku hat durch illegalen Holzeinschlag, die schnelle und ungeordnete Umwandlung von Wäldern in Weideland, der Ausdehnung landwirtschaftlicher Nutzflächen und menschlicher Siedlungen erhebliche Umweltschäden erlitten. Dies betrifft auch Regionen innerhalb von Schutzgebieten und in den Reservaten der indigenen Gemeinschaften.

## Gefährdung
Die IUCN stuft den Bestand des Munduruku-Seidenäffchens als gefährdet ein.